# Kowari
Kowari (Dasyuroides byrnei) este o specie de marsupiale carnivore mici native în Australia. Ele stau între ierburi și în deșerturi, trăiesc singure sau în grupuri mici într-o vizuină subterană. Noaptea, ele vânează prin smocurile de iarbă insecte, șopârle sau păsărele. Kowari dau naștere puilor iarna; ei produc cinci sau șase pui.

## Caracteristici
- Mărimea: corpul 16,5-18 cm; coada 13-14 cm
- Răspândirea: Australia Centrală
- Denumirea științifică: Dasyuroides byrnei

Se hrănește cu insecte și păianjeni, șopârle mici, păsări sau rozătoare. Locuiește în nisipuri subterane, singur și în grupuri mici. 
Kowari este de culoare cenușie. Caracteristica sa distinctivă este peria de păr negru de la capătul cozii. Au o durată de viață de 3-6 ani.

## Habitat
Kowari se găsește în zonele bazinului  Lacului Eyre, în nord-estul  Australiei de Sud și în sud-vestul Queensland.

## Clasificare
Kowari este singurul membru din genul său. Numele genului, Dasyuroides, indică faptul că seamănă cu genul Dasyurus, quolls. Pentru prima dată a fost descris în 1896 de Walter Baldwin Spencer, a fost de ceva timp inclus în genul Dasycercus.